# Stary Patok
Stary Patok dawniej Patok, później Patok Stary – wieś w Polsce położona w województwie lubelskim, w powiecie łukowskim, w gminie Krzywda.
W latach 1975–1998 miejscowość administracyjnie należała do województwa siedleckiego.
Wieś stanowi sołectwo w gminie Krzywda. Według Narodowego Spisu Powszechnego z roku 2011 wieś liczyła 95 mieszkańców.

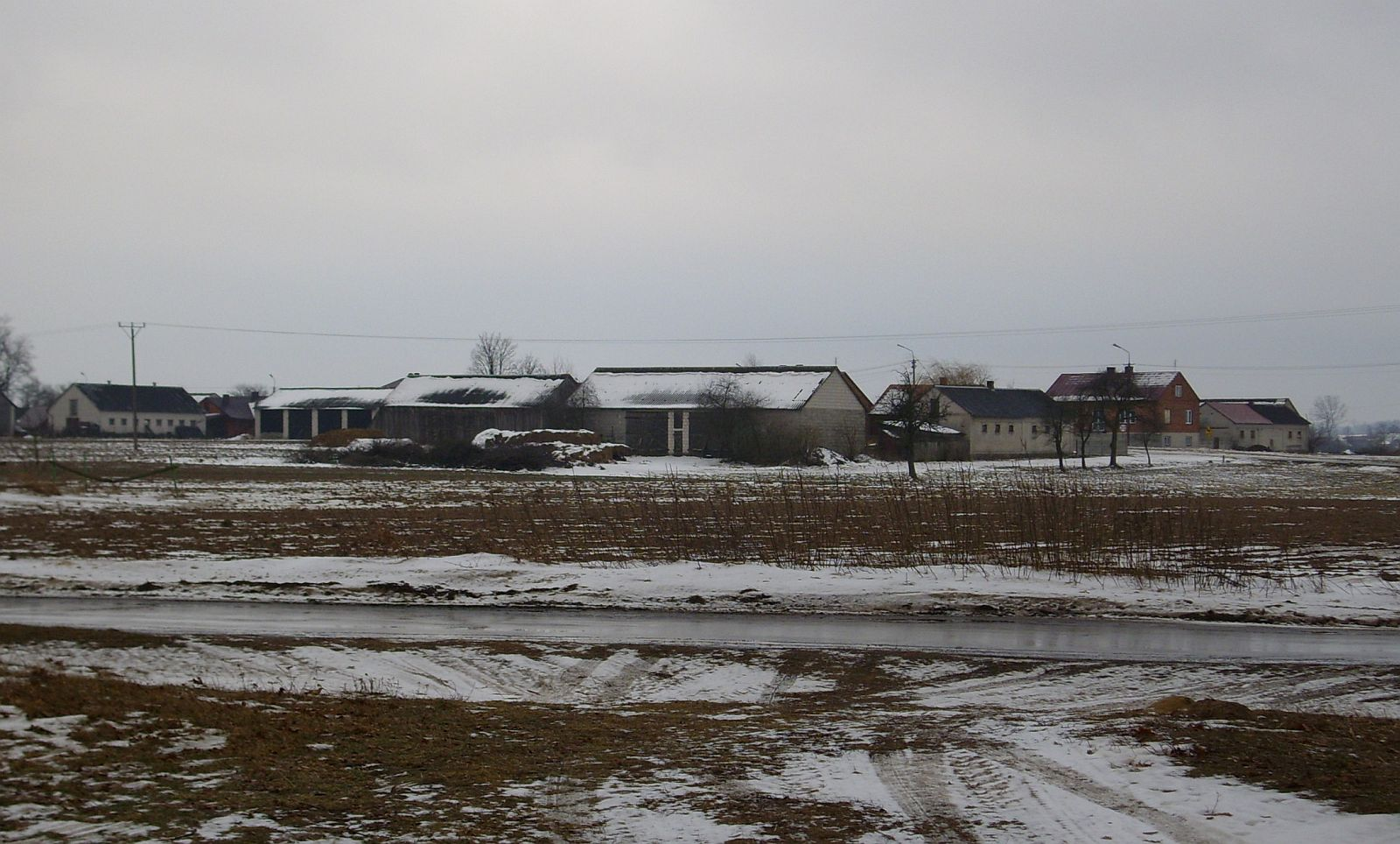
Północna część wsi

Wieś typowo rolnicza – ulicówka. Zabudowa indywidualna parterowa i jednopiętrowa. Zachowało się kilka drewnianych (w tym jeden w praktycznie niezmienionej postaci) i jeden murowany dom z 1 poł. XX w.
Wieś przetrwała II wojnę światową bez znaczniejszych strat. Po wojnie, w roku 1951, w wyniku reformy rolnej wielu rolników patockich otrzymało grunty pochodzące z parcelacji ziem „dworskich” – uprzednio należących do majątków krzywdziańskich lub kosiorkowskich.
Prace związane z elektryfikacją wsi prowadzono zimą na przełomie lat 1956/1957, a prąd włączono w lipcu 1957 r. Pod koniec lat 50. XX w. wybrukowano kamieniami polnymi tzw. „gościniec” w północnej części miejscowości (droga Krzywda – Stoczek Łukowski) na odcinku przechodzącym przez Stary Patok. W 1962 r. zbudowano budynek mieszczący mleczarnię i świetlicę (obecnie istniejący, przebudowany). W 1971 przechodzącą przez wieś dotychczasową drogę z nawierzchnią żwirową zastąpiono asfaltową, a w roku 1973 asfalt położono na tzw. „gościńcu”.
W latach 1973–1976 przeprowadzono „uwłaszczenie” – zostały prawnie uregulowane sprawy własności i granic gruntów oraz zostały założone księgi wieczyste.
Na łąkach w południowo-zachodniej części wsi, między zabudowaniami a Małą Bystrzycą, znajdują się dość bogate złoża torfu (zwanego tu „tarfem”); były one eksploatowane do roku 1973, w którym to przeprowadzono kompleksową meliorację łąk, zasypano odkrywki i zakazano dalszego wydobycia.
W latach 1974/1975 wybudowany został obecny budynek sklepu. Za sklepem istniało boisko do siatkówki, od lat 90. XX w. zaniedbane, obecnie ostatecznie zlikwidowane. W miejscowości ma swoją siedzibę kilka niewielkich firm.
Wierni Kościoła rzymskokatolickiego należą do parafii Matki Boskiej Częstochowskiej w Radoryżu Kościelnym.

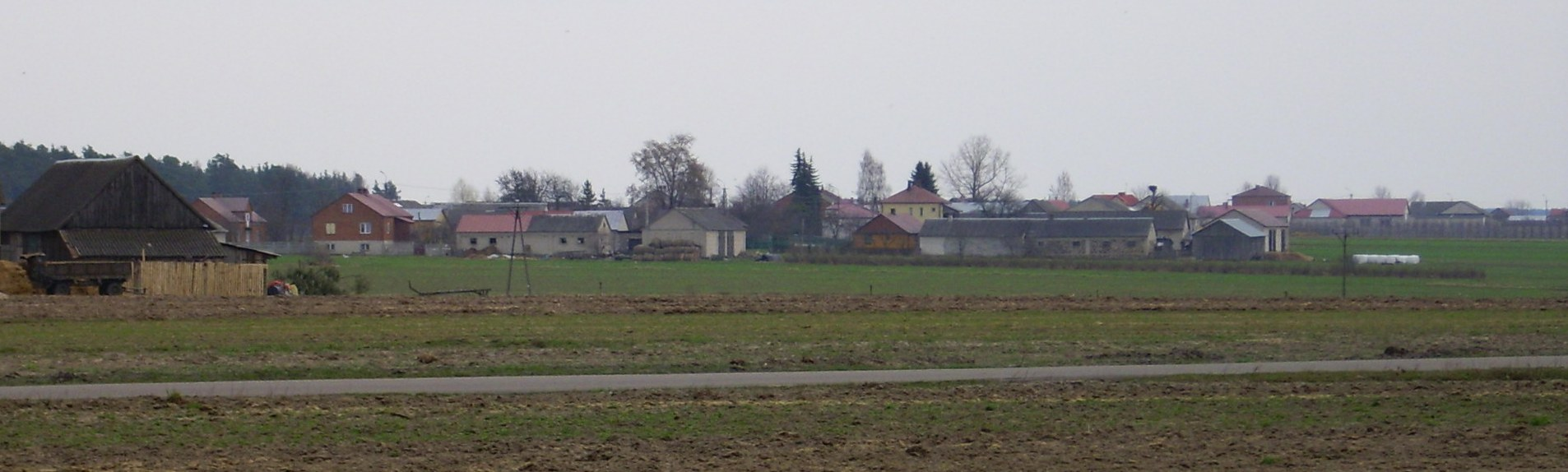
Panorama wsi